# Don Juan de Médici
Don Juan de Médici (Florencia, 13 de mayo de 1567 - Murano, 19 de julio de 1621) fue un comandante militar italiano, diplomático y arquitecto. Hijo natural del Duque de Florencia Cosme I de Médici, y de Eleonora degli Albizzi.

## Primeros años
Juan de Médici nació como hijo natural del II Duque de Florencia Cosme I de Médici, viudo y de Eleonora degli Albizzi. 
Medici, más tarde, fue legitimado por su padre. Nació 5 años después de la muerte de su medio hermano, Juan, y se le dio el mismo nombre. Se trasladó a España, donde comenzó su carrera militar.
En 1600, era dueño del campo para el ejército imperial, pero su cita más importante fue el Comandante en Jefe del Ejército de la República de Venecia (1616-1617).

## Matrimonio
Se casó con Livia Vernazza, con quien tuvo dos hijos; Gianfrancesco María (1619-1689) y otro que nació después de su muerte, pero murió cuando era un bebé.
- Gianfrancesco (1619-1689)

- Un hijo, probablemente muerto en la infancia.

## Muerte
Giovanni fue también pintor y arquitecto, y colaboró con Matteo Nigetti en el diseño de la Capilla Principi para la Basílica de San Lorenzo en Florencia. 
A su regreso a casa, cogió la viruela en Padova. 
Murió en Murano en 1621